# Rock the World (Kick Axe)
Rock the World è il terzo album in studio dei Kick Axe, uscito nel 1986 per l'etichetta discografica Epic/CBS Records.

## Tracce
1. Rock the World (Criston, B.Gillstrom, L.Gillstrom, Langen) 4:06
2. The Chain (Buckingham, Fleetwood, Ch.McVie, J.McVie, Nicks) 4:33 (Fleetwood Mac Cover)
3. Red Line (Criston/B.Gillstrom/L.Gillstrom/Langen) 3:04
4. Devachan (Criston, B.Gillstrom, L.Gillstrom, Langen) 5:08
5. Warrior (Criston, B.Gillstrom, L.Gillstrom, Langen) 4:44
6. We Still Remember (Criston, B.Gillstrom, L.Gillstrom, Langen) 5:46
7. The Great Escape (Criston, B.Gillstrom, L.Gillstrom, Langen) 3:14
8. Medusa (Criston, B.Gillstrom, L.Gillstrom, Langen) 4:26
9. The Dark Crusade (Criston, B.Gillstrom, L.Gillstrom, Langen) 4:42
10. Magic Man (Criston, B.Gillstrom, L.Gillstrom, Langen) 5:25

### Tracce bonus (MTM 2005)
- 11. Piece of the Rock - 3:34

## Formazione
- George Criston - voce
- Larry Gillstrom - chitarra, voce
- Victor Langen - basso, voce
- Vice Brian Gillstrom - batteria, voce